# Georissa purchasi
Georissa purchasi är en snäckart som först beskrevs av Ludwig Pfeiffer 1862.  Georissa purchasi ingår i släktet Georissa och familjen Hydrocenidae. Inga underarter finns listade i Catalogue of Life.